# Alleucosma viridula
Alleucosma viridula är en skalbaggsart som beskrevs av Ernst Gustav Kraatz 1880. Alleucosma viridula ingår i släktet Alleucosma och familjen Cetoniidae. Inga underarter finns listade i Catalogue of Life.